# Van Langen
Van Langen — немецкая рок-группа, образованная Маркусом Ван Лангеном (настоящее имя Маркус Ланг, род. 1971) в 1994 году. Выступает в жанре так называемого средневекового металла. Использует как современные музыкальные инструменты (электрогитары и ударные установки), так и средневековые (шалмей, арфа, цистра).

## Дискография

### Альбомы
- 1995: Van Langen (Mini-CD)
- 1996: Ask the Runes
- 1999: Chosen One
- 1999: Des Teufels Lockvogel
- 2000: Schön Lang Projekt
- 2002: Ales umb der Holden Frouwen Minne
- 2003: Palästinalied
- 2005: Zeychen der Zeyt
- 2007: Alte Zeyten (compilation 1994-2000)
- 2009: Heilige Lieder (Limited Fan Edition)
- 2009: Zeytreise
- 2012: Schagai

### EP
- 1995: Van Langen
- 2000: Schönlang
- 2009: Zeytreise (Promo-EP)
- 2011: Schagai